# Хроніки Місяця
«Хроніки місяця» — серія з чотирьох науково-фантастичних романів для молоді,  а також повісті-приквелу та збірки оповідань, написаних американською письменницею Марісою Мейєр і опублікованих видавництвом Feiwel & Friends. Кожна книга містить адаптацію класичної казки: «Попелюшка», «Червона Шапочка», «Рапунцель» і « Білосніжка». Події романів відбуваються в майбутньому на Землі та на Місяці. У 2019 році було анонсовано повнометражну адаптацію анімаційного фільму, яка буде створена компанією Locksmith Animation.

## Книги

### Сіндер
«Сіндер» — перша книга циклу «Хроніки Місяця» і друга за хронологією. Вперше була публіковано 3 січня 2012 р. 

Лін Сіндер (персонаж базований на головній героїні казки «Попелюшка»)  - кіборгиня, яка живе зі своєю мачухою та двома зведеними сестрами в місті Нью-Пекін Східної Співдружності і працює механіком у кіоску на ринку. Кронпринц Кай звертається до неї з проханням полагодити свого особистого андроїда. Після того, як молодша зведена сестра Сіндер, Півонія, заражується чумою, мачуха віддає Сіндер добровольцем для випробування ліків. У результаті тестів які проводить на ній лікар Едмунд випливає багато раніше невідомих подробиць про походження Сіндер. У той же час зростає напруженість між Землею та Місяцем, більшість мешканців якого мають особливі здібності, а принц Кай опиняється в епіцентрі всього.

### Скарлет
«Скарлет» — друга книга циклу «Хроніки Місяця» і третя за хронологією. Вперше була публіковано 5 лютого 2013 р. 
Скарлет Бенуа (персонаж базований на головній героїні казки «Червона шапочка»)  — онука Мішель Бенуа, фермерки та колишньої військової льотчиці, яка раптово зникла. Вуличний боєць Вовк знає людей, які причетні до викрадення Мішель і готовий допомогти Скарлет знайти їх місцезнаходження. Тим часом Сіндер тікає з в'язниці разом з Карсвелом Торном і вирушає на пошуки сім'ї Бенуа, адже таємниці через які викрали бабусю мають безпосередній стосунок до Сіндер.

### Кресс
«Кресс» — третя книга циклу «Хроніки Місяця» і четверта за хронологією. Вперше була опублікована 4 лютого 2014 р. 

Крессет Мун, або «Кресс» Дарнел (персонаж базований на головній героїні казки «Рапунцель»)  — ув’язнена "шкарлупка" (Місячани без особливих здібностей на яких неможливо вплинути маніпуляціями розумом), яка працює на Сибіл. Вона таємно працює над тим, щоб саботувати злу Місячну королеву, і зрештою Кресс об’єднується з Сіндер і вплутується в її змову з порятунку Землі. У той же час чума починає видозмінюватися, і навіть Місячани тепер в небезпеці.

### Найпрекрасніша
«Найпрекрасніша» — це книга приквел до серії «Хроніки Місяця» і перша за хронологією. Опубліковано 27 січня 2015 р. 

«Найпрекрасніша» - приквел, який розповідає минуле королеви Левани (персонаж базований на злій королеві з казки «Білосніжка»).  Розповідь починається, коли Левані було близько 15 років і охоплює подальші десять років її життя, закінчуючись приблизно за десять років до початку подій роману «Сіндер» . Левана виросла в проблемній родині, її жорстока старша сестра все життя ображала її морально та фізично. Після того, як батьків Левани убив місячанин-шкарлупка, сестра Левани, Чаннері стає королевою. Проте Левана не бажає бачити на престолі свою сестру і починає планувати захоплення престолу.

### Вінтер
«Вінтер» — четверта й остання книга «Хронік Місяця» і п’ята за хронологією. Опубліковано 10 листопада 2015 р. 
Вінтер (персонаж базований на головній героїні казки «Білосніжка»)  — падчерка королеви Левани. Вона бачила як мачуха використовує свій місячний дар щоб маніпулювати людьми і вирішила ніколи його не використовувати. Відмова викликала в неї місячну хворобу, яка спричиняє напади божевілля. Єдиним джерелом розради Вінтер від галюцинацій є її охоронець та друг дитинства Джейсін.  Місячні люди захоплюються принцесою Вінтер за її витонченість і доброту, і, незважаючи на шрами, які псують її обличчя, кажуть, що її краса ще більше захоплює дух ніж у королеви Левани.

## Пов'язані твори

### Зорі вгорі
Зорі вгорі —  збірка коротких пов’язаних між собою історій, дія яких відбувається у всесвіті «Хронік Місяця» . Опубліковано 2 лютого 2016 року. Включає в себе чотири окремо випущені новели та п’ять оригінальних оповідань. 
- Хранитель - приквел до «Хронік Місяця», що показує юну Скарлет і те, як принцеса Селена потрапила під опіку Мішель Бенуа.
- Глюки - коротка історія, яка розгортається перед подіями Сіндер, про те, як Сіндер починає жити зі своєю новою сім’єю у віці 11 років і про смерть Лін Гарена, вітчима Сіндер. Він був випущений 27 січня 2014 року.
- Армія королеви - коротка історія про минуле Вовка та його брата Рена до зустрічі зі Скарлет . Він був випущений 20 листопада 2012 року.
- Довідник Карсвелла, щоб бути щасливим - коротка історія, що детально описує інцидент між Карсвеллом Торном і Кейт Феллоу та повернення їй портекрану, згаданого в Кресс, а також короткий огляд дитинства Карсвелла Торна та підліткового віку. Він був випущений 4 лютого 2014 року.
- Після сонячного світла - приквел до Кресс, який показує, як дев’ятирічна Кресс опинилася сама на супутнику і почала шпигувати за Землею.
- Принцеса та охорона - коротка історія про дружбу Вінтера та Джакіна в дитинстві.
- Маленький Андроїд - ретелінг «Русалоньки», події відбуваються перед подіями в Cinder. Він був випущений 27 січня 2014 року.
- Механік - Коротка історія про першу зустріч Лін Сіндер і принца Кая з точки зору Кая.
- Щось старе, щось нове - коротка історія, дія якої відбувається приблизно через 2 роки після подій роману «Вінтер.» Під час весілля Скарлет і Вовка Кай робить пропозицію Сіндер.

### Провід і нерв
«Дроти та нерви» — серія графічних романів, написаних Мейєр, заснована на «Хроніках місяця» .  Події відбуваються після подій роману «Вінтер», але перед оповіданням «Щось старе, щось нове». В романах з'являється багато персонажів з  «Місячних хронік», а головним персонажем є Іко. Перша книга, Wires and Nerve, Volume 1, проілюстрована Дугласом Голгейтом, вийшла 31 січня 2017 року. Друга книга, Wires and Nerve, Volume 2, проілюстрована Стівеном Гілпіном, вийшла 30 січня 2018 року.

## Створення
Ідея романів почалася з історії, яку Маєр написала для онлайн-конкурсу фан-фантастів Sailor Moon у 2008 році.   За умовами конкурсу зі списку з 10 речей треба було вибраті дві для використання в оповіданні. Вона вибрала персонажа казки та розгортання історії в майбутньому.  В результаті вийшло коротке оповідання, яке було футуристичним переказом «Кота в чоботях» із героями Сейлор Мун.   Це вперше Маєр написала наукову фантастику і це надихнуло її надати науково-фантастичних поворотів класичним казкам. 
Мейєр вирішила адаптувати Попелюшку, Червону Шапочку, Рапунцель і Білосніжку, оскільки вважала, що має для них найкращі ідеї.  Вона обрала різні частини світу для різних книг, тому що хотіла, щоб серія мала «відчуття чогось глобального, частково тому, що проблеми, з якими стикаються герої, є великими глобальними проблемами: між Землею та Місяцем відбувається війна, це впливає на кожного на планеті, і є чума, яка стала надзвичайно поширеною проблемою». Вона також хотіла, щоб читачі знали, що «це відбувається не лише в одному місті чи країні; це те, що вплинуло на кожного.»  Спочатку Маєр планувала написати серію в якій  кожна книга буде окремою історією і лише пізніше, коли почала окреслювати книги, вона вирішила, що це стане однією безперервною історією. історією, в якій різні казкові персонажі об'єднуються, щоб знищити злу королеву   .
Мейєр розробила початкові чернетки Сіндер, Скарлет і Кресс для Національного місячника написання романів (NaNoWriMo) у листопаді 2008 року.   Однак усі ці три романи довелося здебільшого переписати під час перегляду. 

## Екранізація
Марісса Маєр повідомила, що NBCUniversal працює над сценарієм фільму або серіалу спільно з Universal Pictures. У січні 2022 року Locksmith Animation придбала права на фільм. У червні 2023 року було оголошено, що Locksmith і Warner Bros. Pictures Animation вироблятимуть «Хроніки Місяця», а Warner Bros. Pictures візьмуться за розповсюдження. Було також оголошено, що режисером стане Ноель Раффале, а сценаристом – Кален Іган і Тревіс Сентел.